# Chiesa della Dedicazione di San Michele Arcangelo (Ronzo-Chienis)
La chiesa della Dedicazione di San Michele Arcangelo, o anche solo chiesa di San Michele Arcangelo, è un'ex chiesa situata a Ronzo-Chienis in Trentino. L'edificio risale al XV secolo.  

## Storia

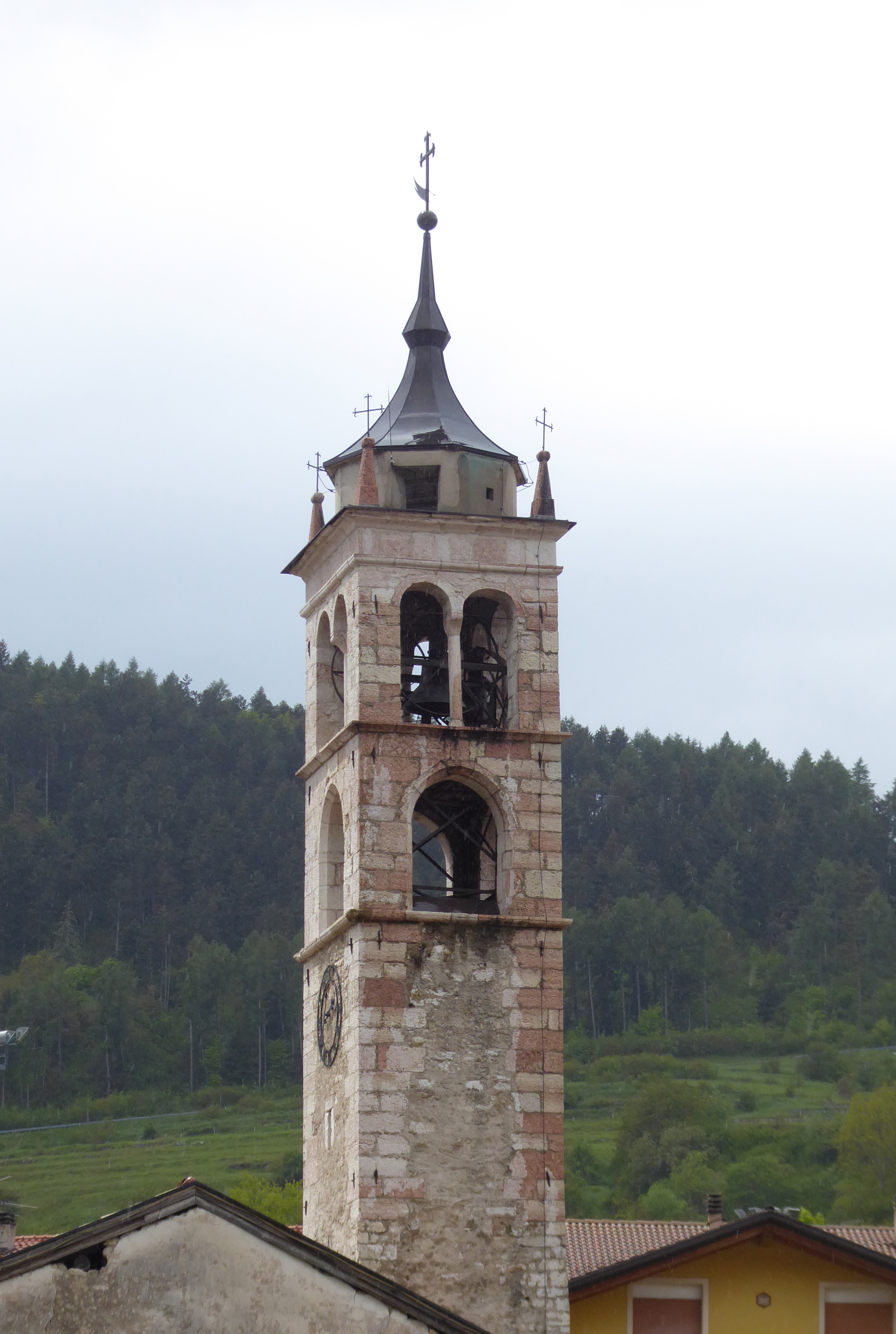
torre campanaria

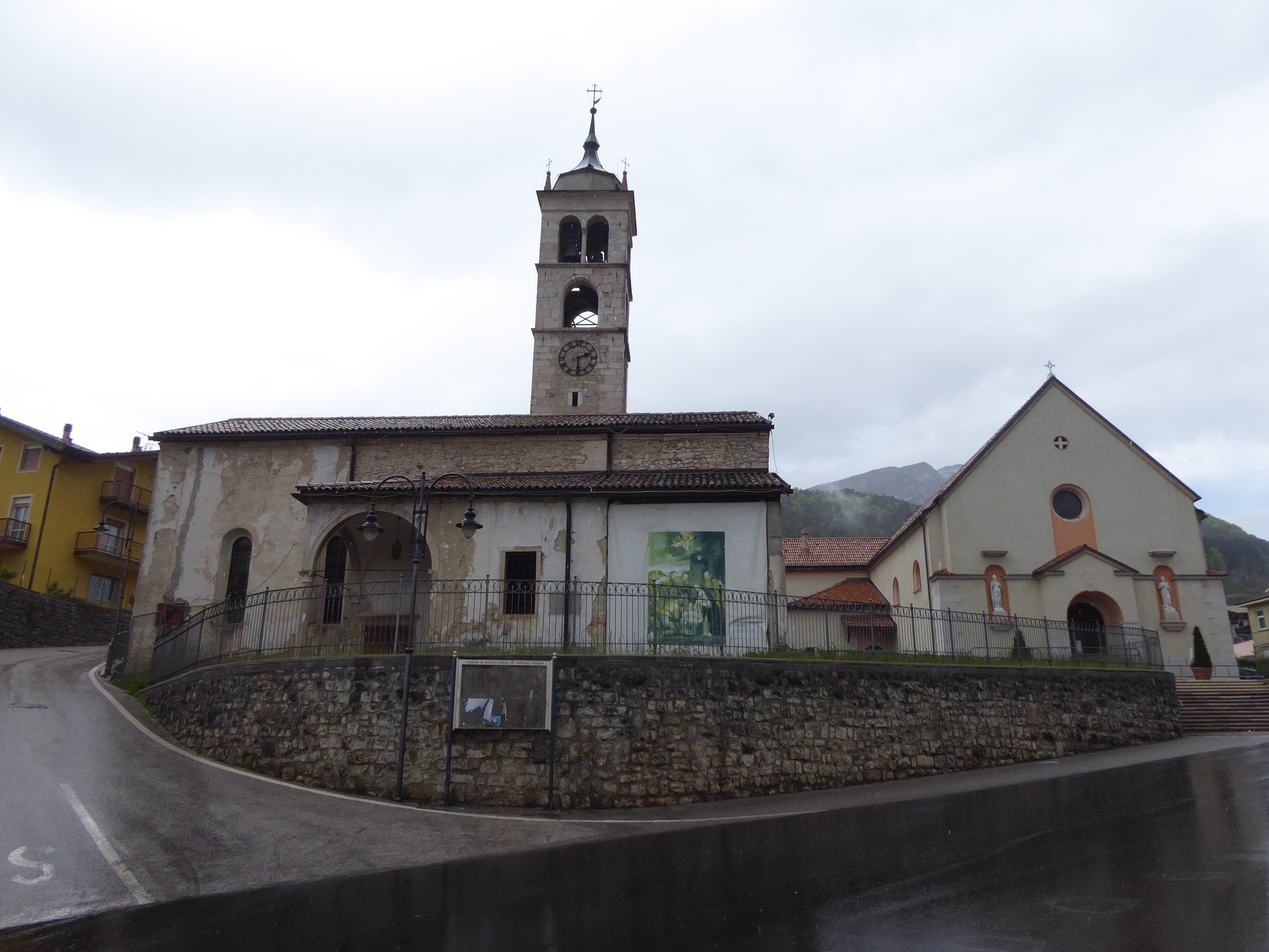
Vista del lato destro della chiesa e, a fianco, la chiesa nuova

La documentazione storica cita l'antica chiesa posta a metà strada tra Ronzo e Chienis (ora unite nell'unico centro di Ronzo-Chienis) dal XV secolo.
Ottenne dignità curiaziale nel 1561, sussidiaria della pieve di Gardumo e venne elevata a parrocchia nel 1943.
Venne interessata da importanti lavori di ristrutturazione ed ampliamento verso la metà del XVIII secolo, poi ancora nel biennio 1863-1864; nel secondo dopoguerra, divenuta insufficiente per accogliere tutti i fedeli, venne sostituita dalla nuova chiesa parrocchiale, omonima e adiacente, ultimata nel 1949, nella quale vennero spostati anche gli arredi sacri. La chiesa vecchia venne sconsacrata e divenne di proprietà comunale; inizialmente impiegata come cinema-teatro, dagli anni 1960 è rimasta inutilizzata, e al 2019 risultava in stato di forte degrado. Rimane invece in funzione il campanile (di cui la chiesa più moderna è priva).

## Descrizione

### Esterni
La chiesa è caratterizzata da un portico del XVI secolo e a lato ha la Campaniletorre campanaria in stile romanico.

### Interni
La sala conserva frammenti di pitture a fresco in stile gotico e barocco. Al 1975, vi restava conservata anche la pala del pittore roveretano Carlo Razunzi.